# 大瓦爾澤亞
大瓦爾澤亞（Várzea Grande）是巴西中西部地區馬托格羅索州的一個市鎮。大瓦爾澤亞面積為938.057平方公里。海拔為198公尺。根據巴西官方2020年所作的人口調查數據顯示，居住於大瓦爾澤亞的總人口數為287526人。

## 經濟
大瓦爾澤亞以工商業和自給自足之農業為主。通過稅收優惠和土地出讓，工業落腳該市鎮。